# Aeroportul Municipal Springfield-Beckley
Aeroportul Municipal Springfield-Beckley (IATA: SGH, ICAO: KSGH, FAA LID: SGH) este un aeroport din Ohio, Statele Unite ale Americii ce deservește zona Springfield⁠(d). Aeroportul a fost tranzitat în 2019 de 18 pasageri. A fost numit după zona deservită.
Situat la o altitudine de 320 m, aeroportul dispune de 2 piste.

## Infrastructură

### Piste
Aeroportul dispune de 2 piste. Pista 06/24 are dimensiunile 9.009 picioare × 150 picioare. Pista 15/33 are suprafața de asfalt și dimensiunile 5.499 picioare × 100 picioare. 